# 尚賢坊

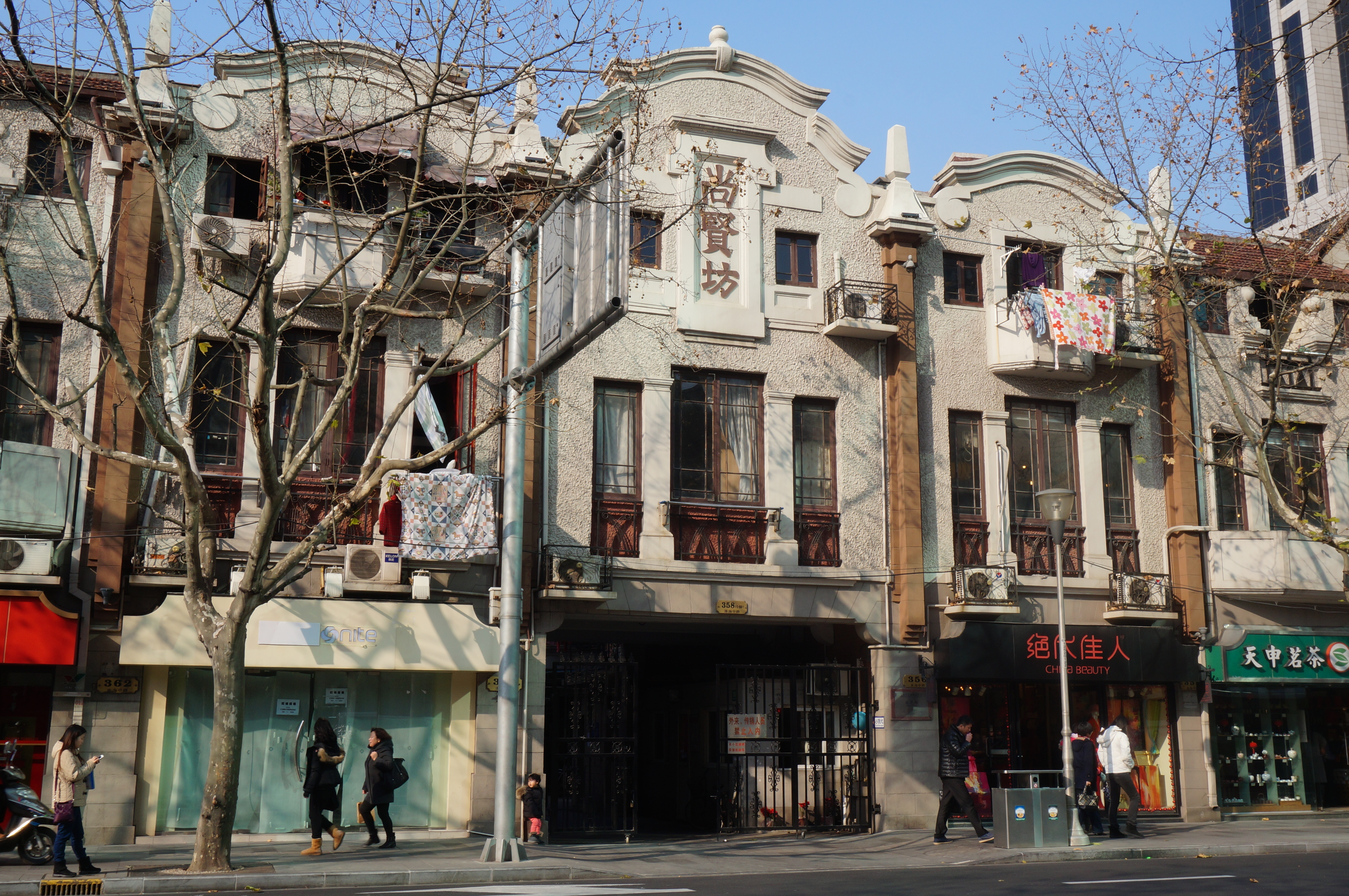
尚賢坊

尚賢坊(しょうけんぼう、中国語: 尚贤坊)は上海市黄浦区にある石庫門住宅地である。この住宅地は作家郁達夫と彼の二番目の妻王映霞に出会った場所であり、住居でもだった。
尚賢坊は上海市優秀歴史建築と上海市文物保護単位である。